# Storia dello Sri Lanka
Lo Sri Lanka possiede testimonianze storiche scritte che risalgono a circa 2.500 anni fa, e testimonianze archeologiche risalenti a oltre 125.000 anni fa.
Cronache storiche sono state trovate su iscrizioni in pietra (sel lipi), su manoscritti (Hela Atuva) e nei grandi capolavori della letteratura indiana come il Mahābhārata e il Rāmāyaṇa. La più importante tra queste testimonianze storiche scritte è il Mahavamsa, il quale comprende il Dipavamsa e il Chulavamsa.

## Preistoria
Durante l'ultimo milione di anni, l'isola di Sri Lanka rimase collegato alla penisola indiana diverse volte, a causa del continuo abbassarsi ed alzarsi del livello del mare. L'ultima separazione avvenne circa 7.000 anni fa. 
Alcuni ritrovamenti archeologici hanno dimostrato la presenza umana sull'isola databile a circa 130.000 anni fa, ma esistono testimonianze di una presenza ancora più remota, risalente a 300.000 anni fa e addirittura forse a 500.000 anni fa.
Gli insediamenti umani risalenti all'era Paleolitica sono stati trovati in alcune caverne nella zona delle pianure occidentali e nella regione centrale, con ritrovamenti di utensili in selce e quarzo.
Si pensa che l'isola sia stata colonizzata dal popolo Balangoda (che ha preso questo nome dalla località dove sono stati fatti i ritrovamenti), circa 34.000 anni fa. Sembra si trattasse di una popolazione dedita alla caccia del periodo Mesolitico che viveva nelle caverne. Alcune di queste caverne, come quelle di Batadombalena e Fa-Hien hanno dimostrato che i loro abitanti furono i primi a insediarsi sull'isola in maniera stabile.
I paleontologi hanno dimostrato tramite lo studio dei rituali di sepoltura e dalle decorazioni di alcuni artefatti, una forte similarità tra i primi abitanti dell'isola e le popolazioni dravidiche presenti nell'India meridionale. Il popolo Balangoda sembra essere stato responsabile della creazione delle pianure Horton, nella regione centrale, bruciando la boscaglia con lo scopo di facilitare la loro attività di caccia. Tuttavia, alcuni ritrovamenti di avena ed orzo sulle pianure databili intorno al 15.000 a.C. suggeriscono che l'agricoltura si era già sviluppata in questo periodo.
Ritrovamenti di alcuni piccoli oggetti di granito di circa 4 centimetri di lunghezza, di resti fuochi e di vasellame d'argilla, databili al Mesolitico sono stati fatti in recenti scavi nei pressi delle grotte di Varana Raja e di Kalatuwawa.
La cannella, originaria dello Sri Lanka, era in uso nell'antico Egitto per le imbalsamazioni già dal 1500 a.C., e ciò suggerisce il fatto che dovevano esserci già allora dei collegamenti commerciali tra le due regioni. È possibile che la leggendaria Tarshish di cui parla la Bibbia si trovasse nell'isola. Lo studioso James Emerson Tennant la identifica con Galle.
Un grande insediamento sembra sia stato costruito prima del 900 a.C. nel sito di Anurādhapura dove sono state trovate tracce risalenti all'età del ferro. L'insediamento all'epoca della sua fondazione era ampio circa 15 ettari, che divennero più tardi 50, fino a trasformarsi in una vera e propria città nel corso di duecento anni. Un insediamento simile è stato trovato ad Aligala negli scavi archeologici di Sigiriya.
Uno dei primi riferimenti scritti all'isola è contenuto nel poema epico Rāmāyaṇa dove si racconta la storia di Rāma (un'incarnazione del dio Hindu Visnù): questi invase l'isola con l'aiuto dell'esercito dei mitologici Vānara per salvare la sua sposa, Sītā, rapita da Rāvaṇa, re dell'isola di Sri Lanka. Diverse testimonianze archeologiche fanno supporre che un sovrano di nome Ravana sia effettivamente stato signore dell'isola che governava dalla sua capitale.
La grande maggioranza degli attuali abitanti dello Sri Lanka sono di origine indiana, tuttavia si suppone che la popolazione indigena del luogo si sia integrata con quella di origine indiana. Tuttavia esiste l'ipotesi che esista ancora una popolazione che mantiene la sua discendenza diretta con i primi abitanti dell'isola, ovvero dei Wanniyala-Aletto o Vedda che vivono nella parte nord-orientale dello Sri Lanka.
Le antiche cronache del Dipavamsa e del Mahavamsa narrano che prima dell'arrivo della popolazione Indo-Ariana, l'isola fosse popolata da tribù di Yakka (demoni) e Nāgayā (serpenti cobra), forse quei nomi si riferivano ai totem di quelle popolazioni.

## Nell'antichità (543 A.C. - 1505)

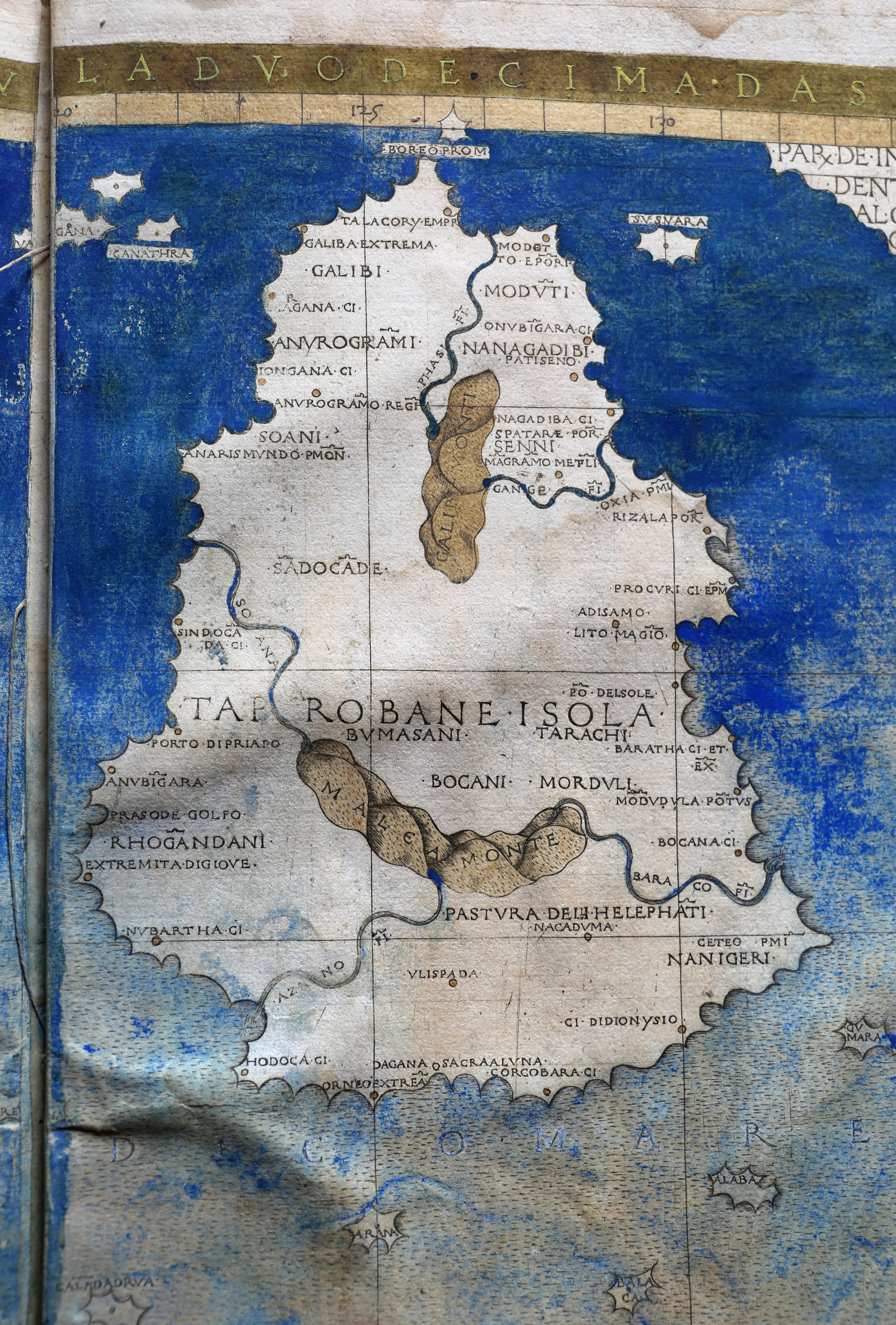
Mappa tolemaica di Ceylon (1482)

La cronaca buddhista del Mahavamsa narra l'avvento sull'isola di Vijaya, il primo re singalese, nel 543 a.C. Il primo regno dell'isola (detto Regno di Tambapanni) ebbe come capitale Tambapanni ma più tardi si trasferì a Upatissagama ed in ultimo ad Anurādhapura.
Vasellame trovato ad Anuradhapura mostra la presenza di scritture brahmi e non, risalenti al 600 a.C., suggerendo che la scrittura sia stata reintrodotta nel subcontinente indiano proprio dallo Sri Lanka.
Antiche iscrizioni epigrafiche trovate ad Anuradhapura ed in altre località dello Sri Lanka, attestano la presenza di alcune importanti comunità etniche originarie del nord-ovest dell'India, come i Muridi o Muruda, i Meraya, ed altre ancora. Esistono anche riferimenti ad una comunità Dravidiana chiamata Damila. Esistono anche riferimenti a un gruppo chiamato Mileka, identificabili forse con le tribù autoctone dei Vedda.
Fatto molto interessante è che le iscrizioni presenti ad Anuradhapura non facciano riferimento alcuno ai sinhala, termine con il quale si indica la stirpe predominante indo-ariana della popolazione dello Sri Lanka. 
L'antico nome dei singalesi, secondo la tradizione tramandata dal Mahavamsa, è Sihapura (Shimapura), provenienti dalla terra di Lala Rattha. La regione è stata identificata con l'attuale Gujarat, ovvero la Larika di cui parla Tolomeo. L'enciclopedista e storico arabo Al Biruni la indica con il nome di Lardesh. 
Nell'epica indiana esiste un riferimento epico ad un regno di Shimapura situato lungo il corso superiore dell'Indo, confinante con Ursa, Abhisara e Kamboja.
La presenza dei Tamil sull'isola è testimoniata nelle cronache e nelle iscrizioni di tutto lo Sri Lanka. Il loro arrivo non è databile, ma deve essere successivo all'arrivo della comunità Dravidiana proveniente dal sud dell'India. Data la vicinanza dell'isola con la pianura di Dacca, etnie di diversa provenienza potrebbero averlo attraversato in momenti diversi della storia.
Un ruolo rilevante nella definizione della cultura srilankese ebbe la missione del monaco buddhista Mahinda che arrivò nell'isola nel III secolo a.C. durante il regno del re Devānampiya Tissa. È generalmente accettato che prima dell'arrivo di Mahinda nello Sri Lanka non esisteva una religione organizzata, cosa che ne facilitò la rapida espansione insieme all'entusiasta partecipazione e promozione dello stesso sovrano. Il monaco Mahinda è considerato non solo il padre del buddhismo dello Sri Lanka, ma anche il padre della letteratura singalese.
I conflitti tra tamil e singalesi sono stati numerosi. È documentato come dopo un regno di dieci anni il re singalese Uṭṭiya morì nel 286 dell'Era buddhista, dopo di che l'isola fu invasa da usurpatori Tamil che, occupata Anurādhapura, la regnarono con i re Sena e Guttika per ventidue anni e con il re Elāra per quarantaquattro anni. Duṭṭhagāmaṇi, figlio di Kĩkavanna Tissa e di Vihāramahādevi di Magama, del principato sudorientale di Rohuṇa (Rohaṇa), sconfisse e uccise Elāra in battaglia e divenne il sovrano di Anurādhapura, rimanendolo tra gli anni 101-77 a.C. L'isola fu governata da dinastie singalesi fino al V secolo d.C. quando, deceduto il re Mahānāma, sei sovrani tamil occuparono il trono di Anurādhapura, mentre Rohana rimase sotto il controllo singalese. I tamil furono sconfitti da re Dhātusena, cui seguì un nuovo lungo periodo di dinastie singalesi, disturbate però nella prima metà del VII secolo dalla guerra civile che vide l'isola divisa tra diversi gruppi belligeranti sia singalesi che tamil, terminata dal re singalese Kassapa Ⅱ che regnò tra il 640 e il 650 d.C.. Complessivamente però lo Sri Lanka visse un periodo tormentato a partire dalla metà del V secolo fino al terzo quarto dell'XI secolo a causa di rivalità politiche interne, di lotte tra singalesi e tamil e delle invasioni dei Pāṇḍya e dei Coḷa dall'India meridionale. Le sorti del paese cambiarono grazie a re Vijayabāhu I che riportò il dominio dell'isola sotto la sovranità singalese nell'XI secolo. L'età d'oro del regno di Sri Lanka fu il XII secolo, quando re Parakrama Bahu I unificò tutta l'isola sotto il suo comando e organizzò delle spedizioni per invadere l'India e Burma.
Anuradhapura rimase la capitale del regno fino all'VIII secolo quando divenne capitale Polonnaruwa ed iniziò il Regno di Polonnaruwa.
Il regno di Sri Lanka era noto sia ai greci che ai Rrmani che lo chiamavano Taprobane, forse da Tambapanni. Nel I secolo d.C. il re di Sri Lanka inviò una ambascia all'imperatore romano Claudio. L'isola fu nota anche ai persiani ed agli arabi con il nome di Serendib ed è presente nelle avventure del mitico Sinbad delle Mille e una notte. Dopo la conquista del Medio Oriente da parte degli arabi, i mercanti musulmani visitarono con frequenza l'isola, dove si costituì una comunità musulmana dal X secolo d.C., il viaggiatore Ibn Battuta visitò lo Sri Lanka nel XIV secolo. Prima di lui Marco Polo, nel suo viaggio di ritorno a casa disse che era l'isola più bella del mondo:
(cap. 169 Dell'isola di Seilla)
Nel XV secolo l'isola fu attaccata dall'ammiraglio cinese Cheng Ho e per 30 anni l'isola dovette pagare il suo tributo all'imperatore Ming.

## L'arrivo degli Europei: portoghesi e olandesi (1505-1660)
Il primo europeo ad arrivare nello Sri Lanka in epoca moderna fu il portoghese Lourenço de Almeida che, inviato dal padre Francisco nell'Oceano Indiano nel 1505, finì fuori rotta a causa di una tempesta ed approdò presso la città di Galle, nel sud dell'isola. L'esploratore trovò l'isola divisa in sette regni in guerra fra loro ed incapace di difendersi dalle intrusioni straniere, e strinse un'alleanza con il locale re di Kotte, cui offrì la propria protezione militare in cambio di un tributo annuale (sotto forma di cannella, spezia molto pregiata al tempo).
I porti commerciali dell'isola erano tutti in mano straniera, prevalentemente musulmana. La politica dello Sri Lanka era aperta e tollerante verso ogni religione, le comunità di musulmani erano libere di fare i loro commerci e si amministravano autonomamente. Con l'arrivo dei portoghesi, che erano in competizione coi musulmani per il controllo dell'Oceano Indiano, la situazione si modificò radicalmente: nel 1518 ai nuovi arrivati europei fu accordato il permesso di costruire un forte nel porto musulmano di Colombo; da lì, forti di una notevole superiorità tecnica, gradualmente estesero il controllo su tutta la zona costiera dell'isola. 
Nel 1520 costruivano delle mura difensive contro la volontà del re di Kotte.
Nel 1592 i singalesi spostarono la loro capitale verso l'interno nella città di Kandy, più difendibile dagli invasori, ma gli scontri con l'invasione europea durarono per tutto il XVI secolo. 
Nel 1597 i portoghesi prendevano il controllo del Regno di Kotte e contemporaneamente occupavano le altre aree costiere dell'isola. Durante questo periodo il tiranno portoghese Jerónimo de Azevedo assunse lo status di sovrano e costruì il suo palazzo lungo il fiume Kelani.
I portoghesi costruirono numerose infrastrutture coloniali, come strade per agevolare il trasporto delle spezie. In questo modo alcune terre venivano agevolate, altre vennero tagliate fuori e miseramente abbandonate.
Il sistema urbano regionale di Colombo era ormai completamente dipendente da Lisbona.
Molte furono le conversioni al cristianesimo degli isolani singalesi, ma la maggioranza di fede buddhista disprezzava l'arroganza dei portoghesi ed accolse con benevolenza un'altra potenza straniera che scacciasse la prima: nel 1602 il capitano olandese Joris van Spilbergen sbarcò sull'isola, ed il sovrano di Kandy gli chiese aiuto contro i portoghesi. Ma gli olandesi attaccarono i portoghesi solo nel 1638 e Colombo cadde nel 1656.
Dal 1660 gli olandesi ebbero il totale controllo dell'isola, fatta eccezione del regno di Kandy. Una volta ottenuto il dominio dell'isola, gli olandesi non si rivelarono migliori dei portoghesi, perseguitarono i singalesi di religione cattolica e applicarono tasse pesantissime. Nacque però una casta, frutto dell'unione di singalesi e olandesi, nota come i burgher.
Nel 1656 Colombo cadde in mano olandese, due anni dopo i nuovi conquistatori, espulsi definitivamente i portoghesi, esercitavano il pieno potere su tutta l'isola.
Quando i rapporti col re di Kandy si incrinarono, gli olandesi si trovarono a controllare soltanto Colombo, Galle e Jaffna.

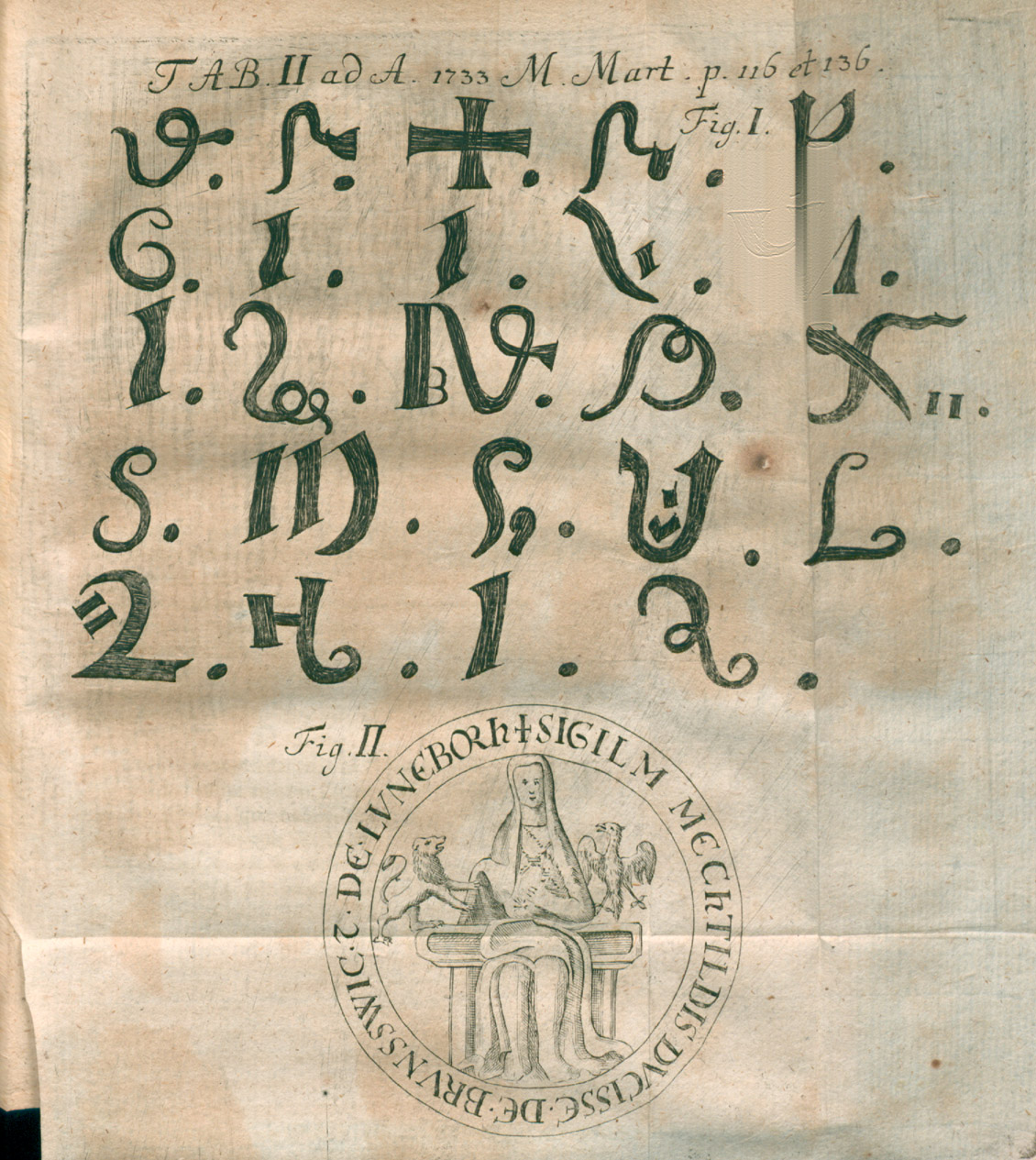
In alto illustrazione all'articolo intitolato Delineatio characterum quorundam incognitorum, quos in insula Ceylano spectandos praebet tumulus quidam sepulchralis pubblicato sugli Acta Eruditorum del 1733

## I britannici

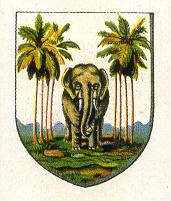
Stemma della colonia britannica di Ceylon.

Durante le guerre napoleoniche il Regno Unito, temendo che il controllo della Francia sui Paesi Bassi potesse consegnare ai francesi lo Sri Lanka, occupò militarmente le aree costiere dell'isola nel 1796 senza trovare resistenza e la chiamarono Ceylon. Dal 1798 fino al 1948 l'autorità alla guida dell'isola fu il governatore britannico di Ceylon. Nel 1802 con il trattato di Amiens la parte tedesca dell'isola venne formalmente ceduta ai britannici e divenne dominio della corona inglese. Nel 1803 i britannici invasero il Regno di Kandy nella prima delle guerre kandyane ma vennero respinti subendo pesanti perdite. Durante la seconda guerra kandyana, la capitale Kandy fu occupata nel 1815 e l'indipendenza dell'isola fu perduta. Con la terza guerra kandyana, nota anche come ribellione di Uva, dal nome di Uva, una delle province in cui era 
divisa l'isola, seguirono delle sanguinose repressioni tra il 1817 ed il 1818, che portò ad un trattato di pace nel 1818 con il quale il Regno di Kandy diventava sovrano del regno britannico.
Con la cosiddetta Wastelands Ordinance i contadini isolani vennero strappati alle loro terre che vennero confiscate e quindi ridotti alla fame. I britannici avevano infatti scoperto che le zone centrali dell'isola erano molto adatte per la coltivazione di piantagioni di caffè, tè e gomma. Dalla metà del XIX secolo il tè di Ceylon era un prodotto di largo consumo nei mercati britannici, portando enormi ricchezze nelle tasche della piccola casta di coltivatori bianchi del tè. Con lo scopo di trasportarlo dalle piantagioni dell'interno al porto di Colombo, nel 1858 venne fondata la Ceylon Government Railway e nel 1865 venne aperta al traffico la prima linea ferroviaria dell'isola. Per lavorare nelle piantagioni vennero portati sull'isola un gran numero di tamil dall'India meridionale, che arrivarono ben presto a coprire ben oltre il 10% della popolazione isolana. I britannici utilizzarono la tecnica di mettere i gruppi etnici autoctoni l'uno contro l'altro, essi favorirono i burghers, per metà europei, e le caste più elevate degli autoctoni singalesi. I burghers ottennero una semi-autonomia politica e molti privilegi sociali, dal 1833. Solo nel 1909 l'isola ottenne una istituzione parlamentare semi-elettiva e solo nel 1931 fu istituito il suffragio universale, nonostante le forti proteste dei gruppi elitari delle varie etnie, contrarie al diritto di voto per la popolazione più umile.

## La lotta per l'indipendenza
Nel 1919 venne fondato il Ceylon National Congress (CNC) con lo scopo di promuovere un movimento politico che lottasse per una maggiore autonomia dai britannici. Il partito si divise quasi subito in fazioni che riflettevano le differenze etniche e di casta. Paradossalmente nel 1930 lo stesso congresso votò una legge che aumentava le prerogative del governo coloniale ma venne costretto a ritirare i loro emendamenti dopo le forti pressioni del movimento delle Leghe Giovanili.
Il partito di matrice marxista, il Lanka Sama Samaja Party (LSSP), nato dalle file delle Leghe Giovanili nel 1935, fu il primo partito a chiedere ufficialmente l'indipendenza dello Sri Lanka, i suoi deputati nel Consiglio di Stato, N.M. Perera e Philip Gunawardena, trovarono l'appoggio di rappresentanti più moderati come Natesa Iyer e Don Alwin Rajapaksa, collaborando insieme per chiedere la sostituzione della lingua britannica con quelle Singalesi e Tamil come lingue nazionali.

## La seconda guerra mondiale
Durante la seconda guerra mondiale lo Sri Lanka funse da base delle operazioni britanniche contro i giapponesi. A causa di una forte opposizione delle forze politiche isolane al coinvolgimento in guerra, gli esponenti dell'LSSP vennero arrestati dalle autorità britanniche. Il 5 aprile 1942 la Marina giapponese bombardò Colombo ed i leader dell'LSSP riuscirono a fuggire. Molti di loro fuggirono in India ma altri, guidati da Robert Gunawardena, fratello di Philip, rimasero sull'isola per continuare la loro lotta indipendentista. 
Il distaccamento singalese nelle isole Cocos si ammutinò, sobillato dagli esponenti dell'LSSP, tre di essi furono fucilati, diventando gli unici soldati del contingente coloniale britannico ad essere condannati a morte durante la seconda guerra mondiale. Alcuni esponenti del governo, intanto, ebbero degli incontri con i giapponesi per trattare una alleanza con l'obiettivo di scacciare i britannici dall'isola, furono promotori di questi negoziati Junius Richard Jayawardene e Dudley Senanayake. I singalesi di Singapore e i malesi costituirono il Reggimento Lanka dell'Esercito nazionale indiano.

## Dopo la guerra
Il leader singalese Don Stephen Senanayake abbandonò il CNC per formare una nuova formazione politica lo United National Party nel 1946. Nelle elezioni politiche del 1947 l'UNC ottenne una piccola rappresentanza nel Parlamento e si unì in una coalizione insieme al Sinhala Maha Sabha di Solomon Bandaranaike, partito di etnia singalese, e con il Tamil Congress di G.G. Ponnambalam.

## L'indipendenza
Nel 1948 lo Sri Lanka ottenne lo status di dominion britannico a seguito di una negoziazione con l'esercito coloniale con la concessione che le basi del contingente britannico restassero sull'isola. Senanayake divenne Primo Ministro dello Sri Lanka. Alla sua morte, nel 1952, gli successe suo figlio Dudley Senanayake e nel 1953, dopo un duro colpo inferto alla politica dell'UNP con le sommosse di piazza e lo sciopero generale guidato dalla sinistra, Senanayake venne costretto a dare le dimissioni e cedere la carica a John Kotelawala.
Nel 1956 l'UNP venne sconfitto alle elezioni dal Mahajana Eksath Peramuna, una coalizione che includeva lo Sri Lanka Freedom Party (SLFP) guidato da Solomon Bandaranaike e il Viplavakari Lanka Sama Samaja Party di Philip Gunawardena. 
Nel 1957 le basi militari britanniche vennero smantellate e lo Sri Lanka divenne ufficialmente un paese non allineato. Bandaraike istituì una alleanza politica con il leader Chelvanayagam del partito tamil Federal Party per garantire maggiore autonomia all'etnia Tamil, ma il suo tentativo venne osteggiato dalla marcia su Kandy organizzata JR Jayawardene dell'UNP. Ciò scatenò le proteste della minoranza Tamil che nel 1958 si trasformarono in vere e proprie sommosse. I partiti politici di destra guadagnarono un forte consenso costringendo Philip Gunawardena alle dimissioni, mentre Bandaranaike venne assassinato nel 1959. Il suo successore Wijayananda Dahanayake non fu in grado di mantenere unite le forze di governo e alle elezioni del maggio 1960 l'UNP vinse le elezioni ma senza una maggioranza effettiva per governare. 
Le nuove elezioni di luglio videro Sirimavo Bandaranaike, vedova del leader assassinato, vincere le elezioni alla guida dell'LSFP, diventando così la prima donna al mondo ad essere eletta capo di Stato.
Nel 1971 fu sedata nel sangue un’insurrezione armata di giovani e studenti guidati da un partito comunista di nome Janatha Vimukthi Peramuna. L’esercito si trovò in difficoltà perché volutamente sottodimensionato, ma il governo ottenne aiuti militari da altri Paesi (tra cui Stati Uniti e Unione Sovietica).
Il 23 maggio 1972 alle ore 12:54 locali Ceylon fu ufficialmente rinominato in Repubblica Socialista Indipendente dello Sri Lanka (in inglese Independent Socialist Republic of Sri Lanka).
L'ora non fu casuale perché, secondo quanto affermato dall'allora presidente William Gopallawa si trattava di un'«ora augurale» raccomandata da alcuni astrologi.

## La guerra civile
La guerra civile iniziò nel 1983 con la nascita delle Tigri Tamil, portando in vent'anni circa 65.000 morti e 1,5 milioni di sfollati. Nel dicembre 2001 le Tigri Tamil e il governo hanno firmato insieme una tregua, con la Norvegia come mediatore del processo di pace.
Le Tigri Tamil sono state dichiarate organizzazione terroristica da Stati Uniti, Regno Unito, Australia, India e Canada. La presidente Chandrika Kumarutanga ha ammesso all'ONU che ci sono profonde discriminazioni radicate nella società singalese che portano al terrorismo ma, finora, non è stato messo in atto nulla per garantire l'uguaglianza alla popolazione Tamil.

## Il maremoto del 2004

Elaborazione al computer del movimento dello tsunami durante il maremoto dell'Oceano Indiano del 26 dicembre 2004

Il 26 dicembre 2004 le coste meridionali e orientali dello Sri Lanka sono state devastate da un violento maremoto. Il bilancio sembra essere di circa 40.000 morti, anche se risulta difficile stabilire una cifra esatta.

## Gli attacchi terroristici del 2019
La mattina del 21 aprile 2019, domenica di Pasqua, le città di Colombo, Negombo e Batticaloa sono state oggetto di sei attentati terroristici commessi simultaneamente da sette kamikaze, a cui hanno fatto seguito altre due esplosioni in due sobborghi di Colombo. Il bilancio ufficiale è stato di 253 morti, tra cui 46 stranieri, e più di 500 feriti. Le prime indagini hanno rivelato che la matrice era jihadista e che gli attentati erano stati compiuti da terroristi locali coadiuvati da network terroristici a livello internazionale.

## Le elezioni del 2019 e 2020
Il presidente Maithripala Sirisena, in carica dal 9 gennaio 2015, ha deciso di non ricandidarsi alle elezioni nel 2019. Alle elezioni presidenziali del 16 novembre 2019 è stato eletto l'ex ministro della difesa Gotabaya Rajapaksa, candidato dell'SLPP, partito nazionalista singalese-buddista, e fratello dell'ex presidente Mahinda Rajapaksa. Alle elezioni parlamentari del 5 agosto 2020 l'SLPP ha ottenuto una schiacciante vittoria con il 59,09% dei voti e Mahinda Rajapaksa è diventato il nuovo primo ministro dello Sri Lanka.

## Le proteste del 2022

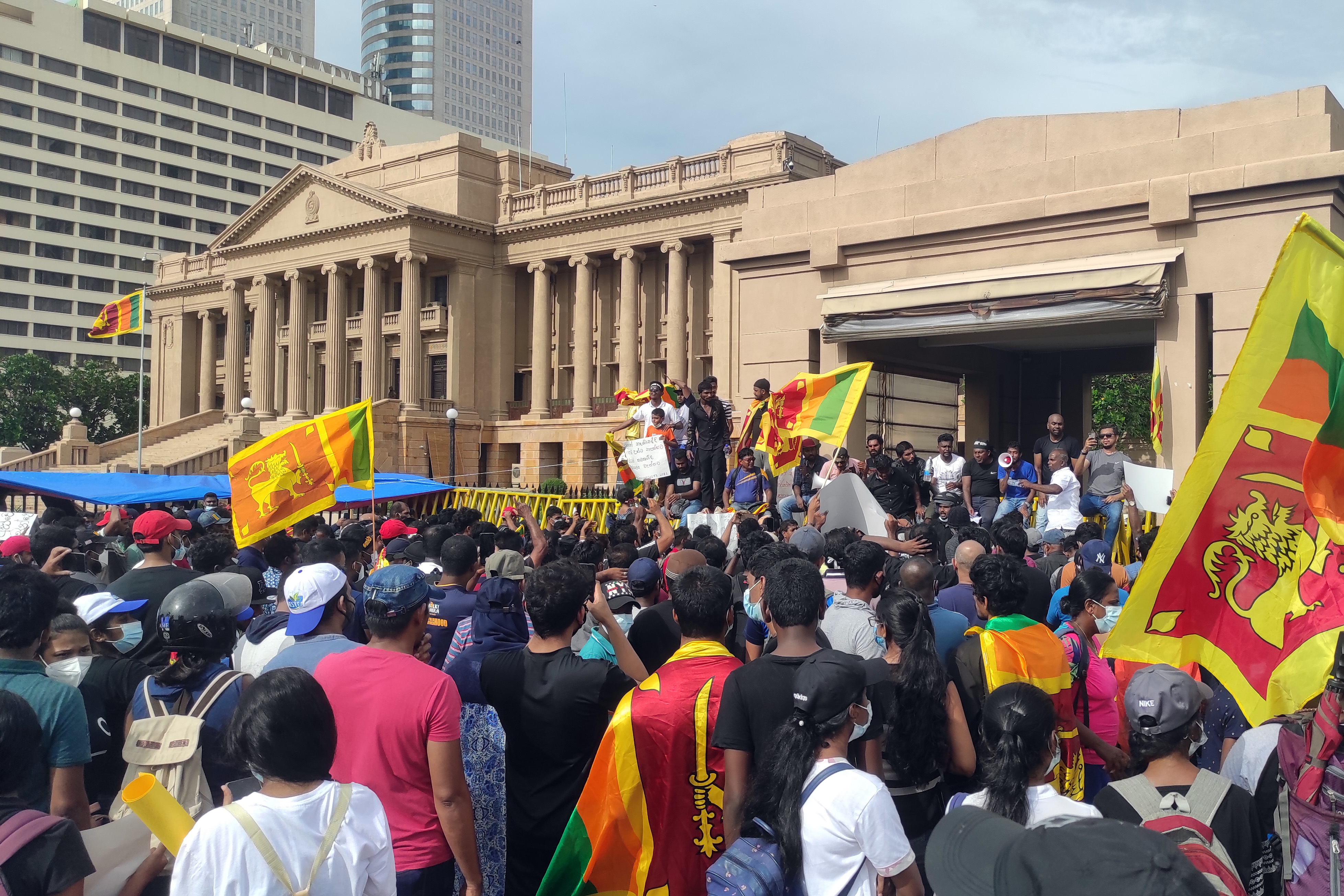
Proteste antigovernative del 12 aprile 2022

A partire dal 2010, lo Sri Lanka ha visto un forte aumento del debito estero: il rapporto debito/PIL è passato dal 30% del 2014 al 42,6% del 2019
a causa sia del basso tasso di crescita economica sia dell'emissione di nuovi titoli di stato per rimborsare i precedenti prestiti.
La recessione globale indotta dalla pandemia di COVID-19 ha accelerato la crisi economica e nel 2021 il debito estero del paese è salito al 101% del PIL.
Nel marzo 2022, in diverse zone del paese sono state segnalate proteste spontanee e organizzate di partiti politici e gruppi apartitici per la cattiva gestione dell'economia da parte del governo. Il 31 marzo, un folto gruppo di persone si è riunito intorno alla residenza privata del presidente Rajapaksa per protestare contro le interruzioni di corrente che avevano superato le 12 ore giornaliere. La protesta era inizialmente pacifica, fino a quando la polizia ha attaccato i manifestanti con gas lacrimogeni e cannoni ad acqua e i manifestanti hanno reagito bruciando un autobus che trasportava truppe antisommossa. Il governo ha dichiarato il coprifuoco nella capitale Colombo.
Nel 2022 le riserve valutarie sono calate, il paese ha sospeso il pagamento degli interessi sul debito e l'inflazione è stata superiore al 50%. Dopo mesi di proteste per l'aumento dei prezzi, la mancanza di cibo e medicine e il razionamento dei carburanti, il 9 luglio 2022 la residenza del presidente Rajapaksa è stata presa d'assalto dai manifestanti, il quale è fuggito dal paese su un jet militare diretto alle Maldive.
Il presidente Rajapaksa, dimettendosi il 13 luglio, ha nominato il primo ministro Ranil Wickremesinghe presidente ad interim, che ha dichiarato lo stato di emergenza nelle province occidentali.
Il 20 luglio il parlamento singalese ha confermato Wickremesinghe presidente.
Il nuovo governo, guidato da Dinesh Gunawardena, ha subito avviato le procedure per la ristrutturazione del debito: il solo debito bilaterale ammonta a 10 miliardi di dollari, di cui il 50% verso la Cina, il 32% verso il Giappone e il 10% verso l'India.
Il 1º settembre 2022, funzionari del Fondo Monetario Internazionale hanno comunicato la disponibilità dell'istituto per un credito-ponte di 2,9 miliardi di dollari. Al 22 gennaio 2023 l'accordo non era ancora stato definito, mancando il consenso della Cina, mentre Giappone e India hanno già accettato.
Il 7 marzo 2023, la Export–Import Bank of China ha accettato la ristrutturazione del debito singalese, conseguentemente il Fondo Monetario Internazionale per ha approvato un programma quadriennale per 2,9 miliardi di dollari con un primo contributo immediato di 333 milioni.